# Armand-Louis-Amélie Millet de Villeneuve
Armand-Louis-Amélie Millet de Villeneuve (Parigi, 31 dicembre 1772 – Versailles, 18 maggio 1840) è stato un militare francese.
In particolare, fu attivo durante le guerre rivoluzionarie francesi e le guerre napoleoniche.

## Biografia
Nacque a Parigi il 31 dicembre 1772, figlio di un'avvocato parlamentare. Si arruolò nell'esercito da giovane, diventando sottotenente del 56° reggimento di fanteria nel settembre 1791 e tenente nel gennaio seguente. Fu trasferito nell'Armata del Nord, dove rimase per tre anni. Partecipò all'assedio di Lille e si distinse durante l'assedio di Maastricht. Promosso a capitano nel 1793, entrò nello stato maggiore del generale Souham e due anni dopo divenne assistente del generale Reynier. Nel frattempo, prese parte alle battaglie di Courtai, di Tourcoing e all'assedio di Nimega, partecipando attivamente alla conquista dell'Olanda da parte del generale Pichegru. Nel 1796 venne trasferito all'Armata del Reno sotto il comando di Moreau, combattendo nella battaglia di Neresheim. Dopo un periodo di inattività, seguì il generale Reynier in Egitto: combatté alle piramidi, negli assedi di al Arish, di Giaffa e di San Giovanni d'Acri e difese Alessandria nel 1801. Tornato in Francia, fu spostato nella cavalleria e nominato caposquadrone. In seguito alla creazione dell'ordine della Legion d'Onore nel 1804, fu nominato Cavaliere.
Prestò servizio a Napoli sotto il comando di Saint-Cyr nel 1803, riprendendo il compito di ufficiale dello stato maggiore. Nei due anni successivi tornò al servizio del generale Reynier, partecipando alla conquista del Regno di Napoli come suo capo di stato maggiore. Combatté e si distinse nelle battaglie di Campotenese e della piana di Sant'Eufemia. Rimase ferito nel lato destro dell'inguine da un colpo d'arma da fuoco nell'assedio di Reggio Calabria del 1808. Ripresosi, partecipò alla spedizione di Ischia dell'anno successivo. Nel 1810 ottenne un definitivo trasferimento nell'esercito napoletano, dove divenne rapidamente uno degli aiutanti di campo di Murat: fu promosso a maresciallo di campo a maggio e a tenente generale dopo la spedizione in Sicilia. Mentre il re di Napoli era impegnato nella campagna di Russia, Millet de Villeneuve rimase a Napoli. In seguito al ritorno di Murat in Italia, divenne il suo capo di stato maggiore durante la guerra della Sesta coalizione, dove combatté contro le forze di Eugenio di Beauharnais, e durante la guerra austro-napoletana. Catturato nel maggio 1815 dagli austriaci, fu portato in Ungheria e liberato in Francia nel maggio seguente, venendo reintegrato nell'esercito con il grado di marescialli di campo quello stesso anno.
Nel 1820 venne listato nel personale con obbligo di disponibilità e quattro anni dopo ottenne un congedo. Nel 1825 ricevette ad honorem il grado di tenente generale e una rendita annuale di 4000 franchi. Annoverato tra le riserve strategiche dello stato maggiore dal 1831, si ritirò completamente dalla vita militare nel 1835. Ricevette il titolo di Ufficiale della Legion d'Onore nel 1839, un anno prima di morire.